# Laura Tamminen
Laura Tamminen was een schaatsster uit Finland. Ze won de bronzen medaille tijdens de wereldkampioenschappen schaatsen in 1939.

## Resultaten

### Wereldkampioenschappen
| Jaar | Jaar     | Plaats  | Resultaten | Resultaten                             |
| ---- | -------- | ------- | ---------- | -------------------------------------- |
| 1939 | Allround | Tampere | Allround   | 4e 500 m 4e 1000 m 2e 3000 m 2e 5000 m |

### Finse kampioenschappen
| Jaar | Resultaten       | Resultaten                             |
| ---- | ---------------- | -------------------------------------- |
| 1933 | Allround         | 2e 500 m 2e 1500 m                     |
| 1934 | Allround         | 3e 500 m 3e 1000 m 3e 1500 m           |
| 1935 | Allround         | 2e 500 m 3e 1500 m                     |
| 1936 | Allround         | 3e 500 m 2e 1000 m 2e 3000 m 2e 5000 m |
| 1937 | Allround         | 3e 500 m 3e 1000 m 2e 3000 m 2e 5000 m |
| 1938 | Niet deelgenomen | Niet deelgenomen                       |
| 1939 | Allround         | 3e 500 m 3e 1000 m 3e 3000 m 2e 5000 m |

## Persoonlijke records
| Afstand    | Tijd     | Datum            | Baan        |
| ---------- | -------- | ---------------- | ----------- |
| 500 meter  | 54,30    | 15 februari 1936 | Tampere     |
| 1000 meter | 1.54,30  | 20 februari 1937 | Helsinki    |
| 1500 meter | 3.01,80  | 23 februari 1934 | Helsinki    |
| 3000 meter | 6.10,50  | 11 maart 1939    | Hämeenlinna |
| 5000 meter | 10.32,10 | 11 maart 1939    | Hämeenlinna |